# Lecane gracilis
Lecane gracilis is een raderdiertjessoort uit de familie Lecanidae. De wetenschappelijke naam van deze soort is voor het eerst geldig gepubliceerd in 1915 door Sachse.